# Jaime Llano González
Jaime Llano González (Titiribí, Antioquia, 5 de junio de 1932-Bogotá, 6 de noviembre de 2017) fue un compositor y músico colombiano especializado en la interpretación del órgano eléctrico.

## Esbozo biográfico
El futuro artista fue hijo del matrimonio de Luis Eduardo Llano y de Magdalena González de Llano. Las primeras nociones de música las recibió de su madre quien lo inició en la ejecución del tiple y, posteriormente le enseñó a tocar el piano. En el año 1949 su familia se trasladó a Medellín donde terminó su bachillerato en el liceo de la universidad de Antioquia e inició la carrera de medicina, que tuvo que abandonar por problemas económicos. Para pagarse sus estudios trabajó como demostrador de instrumentos en la empresa vendedora de pianos y órganos "J. Glottmann" donde le atrajo el órgano eléctrico por sus posibilidades técnicas. Luego, se decidió a aprender a tocar el instrumento de forma autodidacta, ya que nunca acudió a un conservatorio ante la ausencia de clases de música popular en el órgano. 
En 1953 emigró a Bogotá y encontró su primer trabajo como músico en el Bar La Cabaña, gracias al dueño del local, el empresario Pedro Rueda Mantilla. Seguidamente conoció al dueño de la emisora La Voz de Colombia, Julio Sánchez Vanegas, quien lo hizo tocar allí y a la vez conoció a la cantante Berenice Chávez, que lo presentó en la emisora radial Nueva Granada y donde conoció al ya destacado pianista y compositor Oriol Rangel quien desde un principio se constituyó en su amigo, y con quien estableció el conjunto Los Maestros el cual tuvo a su cargo la parte artística de los programas de televisión "Así es Colombia", "Tierra Colombiana", "Los Maestros", "Reportaje a la Música" y "Embajadores de la Música Colombiana" durante ocho años. 
Trabajó durante varios años en la emisora Nueva Granada donde tuvo a su cargo la dirección de la orquesta desde el año de 1956 y el programa "Donde Nacen las Canciones" con los tenores Victor Hugo Ayala y Alberto Osorio. Posteriormente prestó sus servicios a la emisora "Radio Santa Fe" con programas diarios en vivo como "Al Estilo de Jaime Llano" y "Fantasía" con Oriol Rangel. Llevó la música colombiana a diferentes ciudades en los Estados Unidos, Centro y Sur América. Con la soprano Carmiña Gallo realizaron veinte conciertos de música colombiana en las principales capitales de Europa y Medio Oriente.
Recibió varias condecoraciones, entre las que se encuentran "El Hacha de Antioquia" , "La Estrella de Antioquia", "La Orden del Arriero", "Ciudadano Meritorio de Santander", "Ciudadano Meritorio del Valle del Cauca", "Hijo Adoptivo del Socorro" y el premio "SAYCO". En el año 1986 le fue concedida la Cruz de Boyacá y en 1999 le fue otorgado el Premio Aplauso 1999 como reconocimiento a su labor en pro de la música colombiana.

## Algunas de sus obras
- “Si te vuelvo a besar”
- “Orgullo de arriero”
- “Puntillazo”
- “Ñito”.

Tiene unas 70 más, en ritmos de canción, pasillo, bambuco y demás ritmos nacionales, como solista, sin contar los trabajos grabados con tríos, duetos y grupos; tiene también unos 30 trabajos en disco compacto.